# Вали Фолс (Јужна Каролина)
Вали Фолс (енгл. Valley Falls) насељено је место без административног статуса у америчкој савезној држави Јужна Каролина.

## Демографија
По попису из 2010. године број становника је 6.299, што је 2.309 (57,9%) становника више него 2000. године.
| Група             | 2000.         | 2010.         |
| Белци             | 3.239 (81,2%) | 4.147 (65,8%) |
| Афроамериканци    | 544 (13,6%)   | 1.550 (24,6%) |
| Азијати           | 106 (2,7%)    | 106 (1,7%)    |
| Хиспаноамериканци | 64 (1,6%)     | 413 (6,6%)    |
| Укупно            | 3.990         | 6.299         |